# Калитянское
Калитянское (укр. Калитянське) — посёлок в Козелецком районе Черниговской области Украины. Население 28 человек. Занимает площадь 0,091 км². Расстояние до ближайших посёлков: Приветное — 3 км, Калита — 2 км.
Код КОАТУУ: 7422087102. Почтовый индекс: 17084. Телефонный код: +380 4646.

## Власть
Орган местного самоуправления — Омеляновский сельский совет. Почтовый адрес: 17084, Черниговская обл., Козелецкий р-н, с. Омелянов, ул. Мира, 32.

## Достопримечательности
В Калитянском находится Музей Н. Миклухи-Маклая. Вдоль трассы —заправка с большой парковкой, на которой останавливаются междугородные автобусы. На парковке есть туалет, кафе и супермаркет.